# 22480 Maedatoshihisa
22480 Maedatoshihisa è un asteroide della fascia principale. Scoperto nel 1997, presenta un'orbita caratterizzata da un semiasse maggiore pari a 2,7749041 au e da un'eccentricità di 0,0653471, inclinata di 6,48475° rispetto all'eclittica.